# Église Saint-Martin de Miribel
Pour les articles homonymes, voir église Saint-Martin.
L'église Saint-Martin de Miribel est une église située dans le cimetière Saint-Martin, dans le quartier de Saint-Martin, à Miribel, dans l’Ain.
Elle est dédiée à Martin de Tours. Elle est rattachée au groupement paroissial de Miribel .
L'église fermée au culte en 1919 (remplacée dans cet usage par l'église Saint-Romain située à proximité du calvaire-fontaine) est classée au titre des monuments historiques pour un retable constituait lors du classement (en 1928) un bas-relief à l'extérieur, à proximité de la porte de la façade ouest ; ce retable est aujourd'hui un haut-relief intérieur, fixé sur le mur de chevet de l’église.

## Description

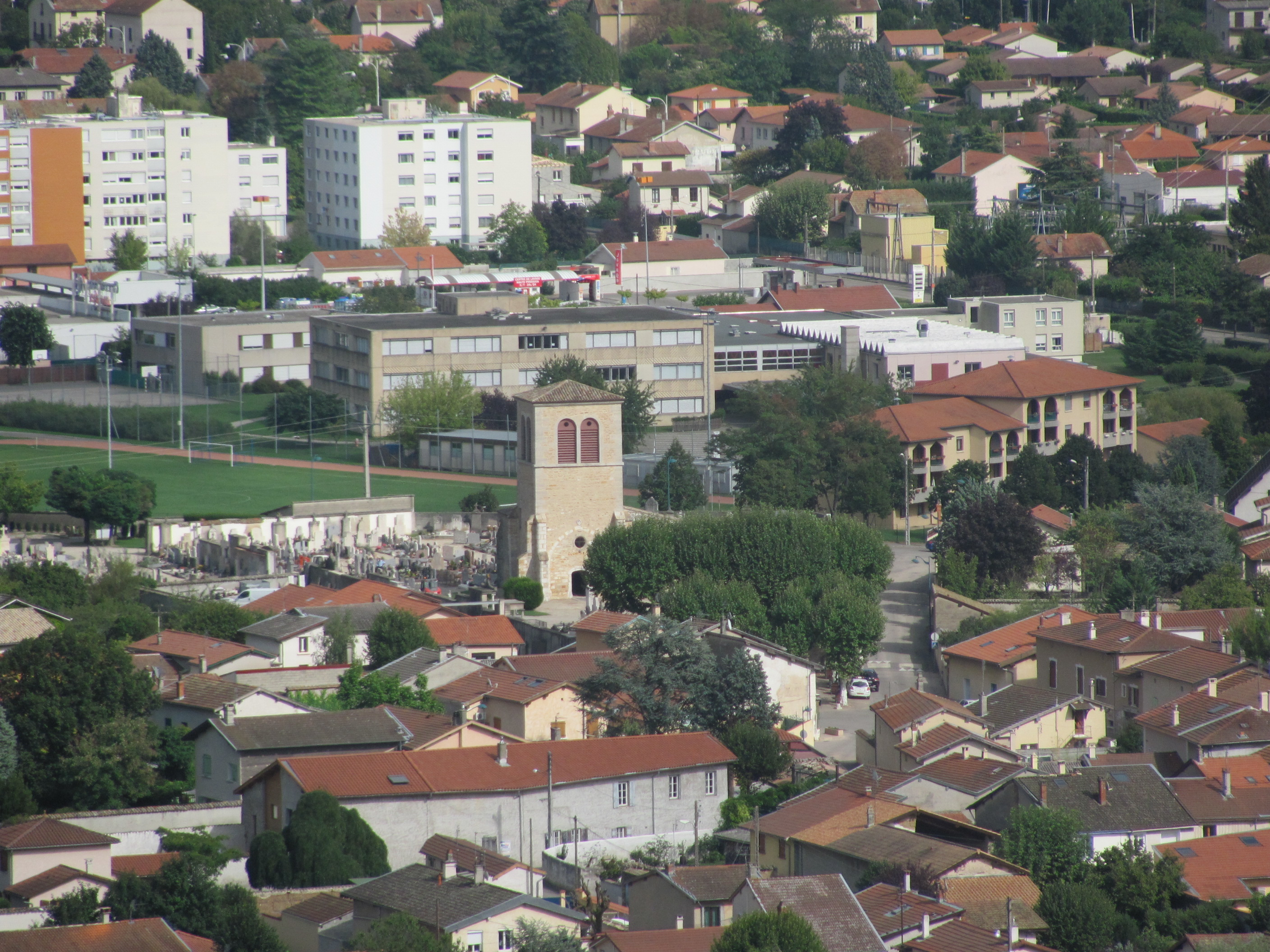
Vue générale du quartier de Saint-Martin, de son cimetière et de son église, depuis l'esplanade du Mas Rillier (où se trouvent la Vierge monumentale et le carillon).

L'église a conséquemment évoluée jusqu'au XXe siècle compris : de nombreux aspects architecturaux ont été partiellement ou totalement détruits : ne subsiste aujourd'hui que la croisée du transept surmontée d'une partie du clocher originel ; subsiste également, l'abside (à l'est) et une chapelle latérale (au sud).
À l'intérieur, outre le retable (objet du classement), l'église comporte plusieurs éléments notables : aux quatre angles du  chœur, de petites colonnes sont respectivement ornées de grotesques ; trois représentent des visages humains, le quatrième représente une tête de bélier. On peut citer également un bénitier qui aurait été celui de l'église Saint-Georges (aujourd'hui détruite). Enfin, plusieurs statues en bois (de Saint Anne, Saint Vincent ou encore Saint Martin) et datant du XVIIe siècle ou du XVIIIe siècle, ornent l'église.   

## Histoire
L'église est mentionnée de façon certaine dès 1250 dans un pouillé (sorte d'inventaire médiéval) du diocèse de Lyon. Dans ce document l’église apparait sous la dénomination Ecclesia sancti Martini. Si la datation des différentes parties de l'église reste incertaine, il semble avéré que le chœur, de style gothique, date des XIIe siècle et XIIIe siècle ; la chapelle sud daterait des XVe siècle et XVIe siècle. L'église qui a cessé d'être lieu de culte en 1919, a été partiellement endommagée en 1938 et 1939.

## Protection
Le bas-relief encastré originellement dans la façade ouest de l'église, près de la porte (et aujourd'hui haut-relief intérieur, fixé sur le mur de chevet) fait l’objet d’un classement au titre des monuments historiques depuis le 24 novembre 1928.
Ce bas-relief extérieur (aujourd'hui haut-relief intérieur) est un retable sculpté, représentant le Christ entourés des douze apôtres, de Marie et de Sainte Marie-Madeleine formant ainsi une représentation de quinze personnages. Le retable semble avoir été partiellement endommagé à la Révolution française.

## Cimetière Saint-Martin
L'église est située dans le cimetière Saint-Martin, un des trois cimetières de Miribel. Il y a un cimetière dans chacun des deux hameaux du Mas Rillier et des Échets.